# Vuelo 553 de TWA
El vuelo 553 de Trans World Airlines (TWA) fue un avión jet McDonnell Douglas DC-9-15, matrícula N1063T, operado por Trans World Airlines el 9 de marzo de 1967 entre Pittsburgh, Pensilvania y Dayton, Ohio. Mientras descendía hacia Dayton, a aproximadamente 46,7 km del aeropuerto, la aeronave colisionó en el aire con un Beechcraft Baron, un pequeño avión de aviación general, cerca de Urbana, Ohio. Fallecieron los 25 ocupantes del DC-9 y el único ocupante del Beechcraft.

## Accidente
El vuelo 553 despegó del Aeropuerto Internacional de Pittsburgh con destino al Aeropuerto Internacional de Dayton. Después de pasar Columbus, Ohio, inició el descenso de nivel de vuelo (FL) 200 (aproximadamente 20 000 pies (6096,0 m) sobre el nivel del mar) hasta 3000 pies (914,4 m). El vuelo se encontraba en espacio aéreo no controlado, pero bajo el control del radar de aproximación de Dayton, el cual advirtió a los pilotos sobre tráfico no controlado delante y ligeramente a la derecha, a una milla de distancia, unos 18 segundos antes de la colisión. La tripulación, que seguía reglas de vuelo visual (VFR) acusó recibo del aviso de tráfico. Mientras el avión descendía pasando por 4500 pies (1371,6 m) a una velocidad de 598 km/h en rumbo suroeste, su parte frontal derecha colisionó con el lado izquierdo de un Beechcraft Baron 55 que volaba hacia el sur. Ambas aeronaves cayeron en el Municipio de Concord, una zona rural al noroeste de Urbana, en el condado de Champaign. La colisión ocurrió justo al noreste de la intersección de Melody Lane y Woodville Pike.

## Causas probables
El momento del accidente, el DC-9 y el Baron B-55 volaban según VFR, lo que significa que los pilotos de ambas aeronaves eran responsables de "ver y evitar" a otros aviones. Además, el controlador de radar declaró que no vio al Beechcraft en su pantalla hasta 22 segundos antes del impacto. Los controladores testificaron que la zona cerca del sitio del accidente era un área donde los pequeños aviones podían ser difíciles de detectar en el radar, aunque las pruebas de vuelo realizadas en el área fueron inconclusas.

## Investigación
La Junta Nacional de Seguridad del Transporte investigó el accidente y determinó que, debido a la alta tasa de descenso del DC-9, sus pilotos no pudieron ver al otro avión a tiempo para evitar la colisión. Las condiciones meteorológicas eran de nubes dispersas y delgadas, con neblina que reducía la visibilidad a entre 9,7 a 11,3 km, el doble del mínimo requerido de 4,8 km para vuelos VFR.

## Consecuencias
Promulgada en 1961, tras la colisión aérea de Nueva York en 1960, la normativa FAR Parte 91.85 imponía restricciones de velocidad por debajo de los 10 000 pies (3048,0 m) dentro de un radio de 30 millas náuticas (55,6 km) de un aeropuerto de destino. Después del accidente del vuelo 553, se prohibió que las aeronaves excedieran los 463 km/h de velocidad indicada (IAS) en todas las áreas por debajo de 10 000 pies (3048,0 m). El accidente también influyó en la decisión de la Administración Federal de Aviación (FAA) de crear áreas de control terminal o TCAs (llamadas espacios aéreos clase B) alrededor de los aeropuertos más concurridos del país. El espacio aéreo de Dayton no se convirtió en TCA, experimentando solo cambios menores hasta ser reclasificado como espacio aéreo clase C a finales de la década de 1980.